# Жуков, Василий Михайлович
Васи́лий Миха́йлович Жу́ков (1764—1799) — русский поэт, дипломат XVIII века, муж писательницы Анны Сергеевны Жуковой (урожденной Бутурлиной).

## Биография
Происходил из дворян Ардатовского уезда Нижегородской губернии. Сын астраханского губернатора, правителя Кавказского наместничества и сенатора Михаила Михайловича Жукова.
В 1775 году был записан солдатом в Измайловский полк, в следующем году произведен в сержанты гвардии, а в 1782 году переведён в Преображенский полк. 1 января 1783 года в чине капитана уволился из гвардии и поступил в Коллегию иностранных дел. 20 марта того же года уехал в Лондон секретарем посольства. С 1785 года служил в Копенгагене, но в следующем году вернулся в Россию и 27 июля 1786 года по болезни уволился со службы, причислившись, в ожидании вакантного места, к Герольдии. В 1792—1797 годах жил в отцовском имении Левашово Ардатовского уезда Нижегородской губернии и в течение двух сроков выбирался уездным предводителем дворянства. Был знаком с соседствующим помещиком Я. П. Чаадаевым, который в 1793 году удостоверял потомственность дворянства Жуковых. В 1797 году переехал в Москву. 
Скоропостижно скончался в 1799 году. Пораженный И. М Долгоруков написал стихи «На кончину В. М. Жукова».

## Творчество
Опубликовал 11 стихотворений в журналах «Приятное и полезное» (1797, ч. 14) и «Иппокрена, или Утехи любословия» (1799, ч. 4-5).

## Семья
В браке с писательницей и поэтессой Анной Сергеевной Жуковой (урожденная Бутурли́на)  родился сын Разумник, который служил в департаменте государственных имуществ, а с 1824 по 1830 год был выборным уездным судьей в Ардатове. Его жена — Мария Жукова (урождённая Зевакина; 1804—1855), также известная писательница. Внук — Василий Разумникович был Оренбургским и Полтавским вице-губернатором. Его потомками являются советский писатель Д. А. Жуков  (1927—2015) и современный государственный деятель А. Д. Жуков.